# 庫爾姆科格爾山
47°32′48.73″N 13°59′43.89″E / 47.5468694°N 13.9955250°E

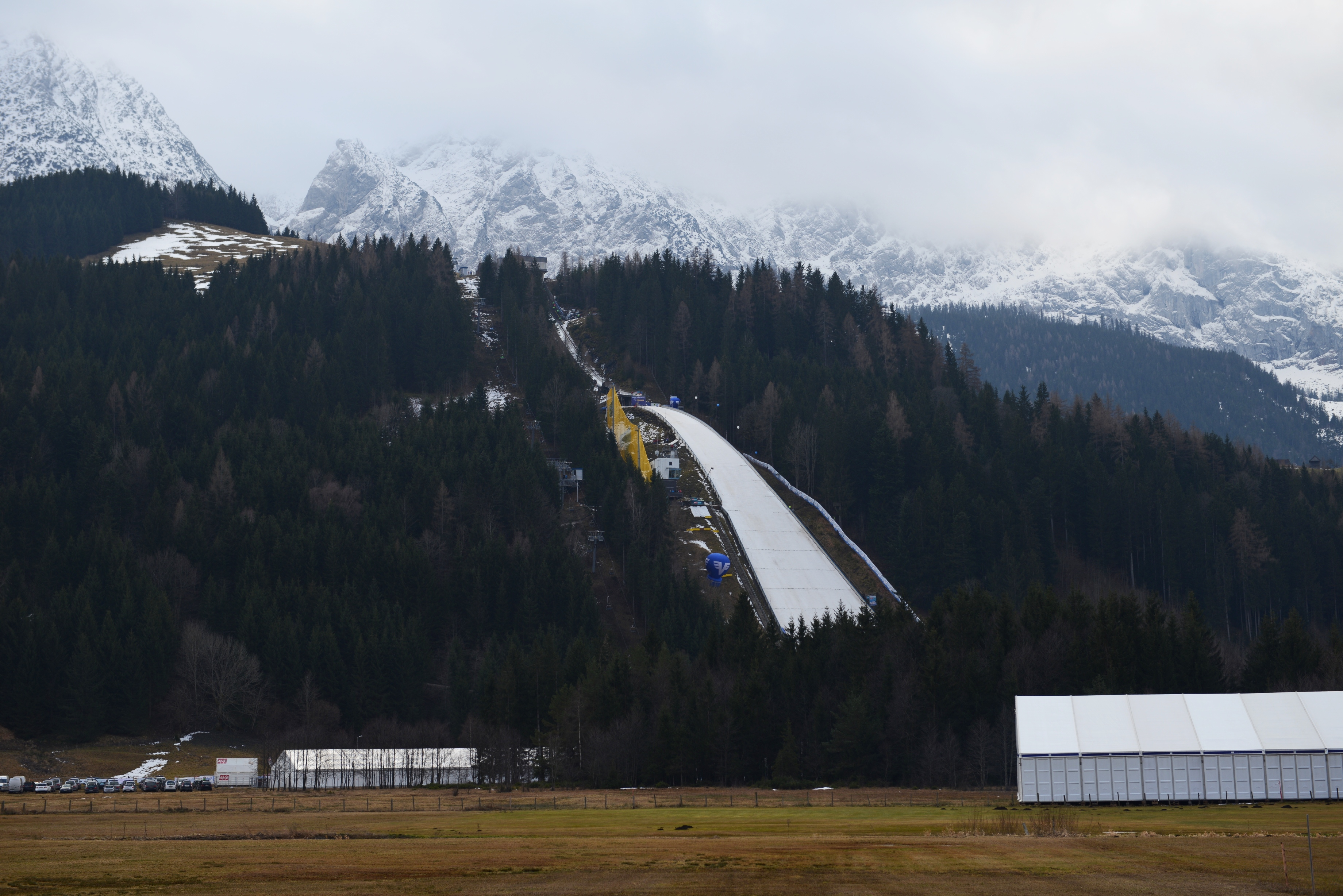

庫爾姆科格爾山（德語：Kulmkogel），是奧地利的山峰，位於該國中部，由施泰爾馬克州負責管轄，屬於达赫施泰因山脉的一部分，距離格里明峰0.9公里，海拔高度1,123米。